# Gis Gelati-Ecoflam-Jollyscarpe
Gis Gelati-Ecoflam-Jollyscarpe war ein italienisches professionelles Radsportteam, das von 1978 bis 1988 bestand. Sein Hauptsponsor war ein italienischer Speiseeishersteller mit wechselnden Co-Sponsoren. Das Team ist nicht zu verwechseln mit dem späteren Team Gis Gelati-Benotto.

## Geschichte
Das Team wurde 1978 unter der Leitung von Piero Pieroni gegründet. Das erste Jahr viel noch sehr bescheiden aus, aber schon im zweiten Jahr, es wurde  Roger De Vlaeminck als Spitzenfahrer verpflichtet, kamen die Ergebnisse. 1980 kam Giuseppe Saronni ins Team. Beim Giro d’Italia konnte Giuseppe Saronni sieben Etappen und die Punktewertung gewinnen. Wladimiro Panizza belegte den zweiten Gesamtrang und in der Teamwertung ebenso. 1981 wiederholte Saronni den Sieg in der Punktewertung, holte drei Etappen und belegte in der Gesamtwertung den dritten Platz hinter dem Sieger Giovanni Battaglin und dem Zweiten Tommy Prim.
1982 fuhr das Team vermutlich seinen Erwartungen hinterher, weil beim Giro d’Italia nur ein elften Gesamtplatz heraus sprang. Gute Platzierungen gab es lediglich beim zweiten Platz bei Mailand-Turin und jeweils zwei dritte Plätze beim Giro del Friuli und Trofeo Matteotti.
1983 konnte Francesco Moser vom Team Famcucine-Campagnolo verpflichtet werden. Durch Mosers Ausscheiden beim Giro d’Italia wurde ein 23. Platz in der Gesamtwertung und ein zweiter Platz bei der Nachwuchswertung durch Fabrizio Verza erreicht.
1984 gelangen Moser zwei Erfolge mit dem Sieg bei Mailand-Sanremo und beim Giro d’Italia. 1985 konnte Moser den Sieg nicht wiederholen, wurde aber Zweiter hinter Bernard Hinault und gewann drei Etappen.
In der Saison 1986 gelang dem Team kein Sieg aber mit Marco Giovannetti der Gewinn der Nachwuchswertung beim Giro d’Italia und der sechste Gesamtrang. 1987 gewann das Team zwei Etappen und belegte den sechsten Gesamtplatz beim Giro d’Italia sowie drei Etappen bei der Tour de Suisse und der vierte Platz in der Gesamtwertung. Bei der Lombardei-Rundfahrt belegte Ennio Salvador den fünften Platz.
In der letzten Saison fuhr Adriano Baffi alle Siege des Teams heraus. Am Ende der Saison 1988 wurde das Team aufgelöst.

## Erfolge – Straße
1978
- eine Etappe Mittelmeer-Rundfahrt
- eine Etappe Tirreno-Adriatico

1979
- Mailand-Sanremo
- Omloop Het Volk
- Giro dell’Umbria
- Milano-Vignola
- drei Etappen Giro d’Italia
- zwei Etappen 4 Jours de Dunkerque
- eine Etappe Tirreno-Adriatico
- eine Etappe Giro del Trentino

1980
- Punktewertung und sieben Etappen Giro d’Italia
- Italienischer Meister – Straßenrennen
- eine Etappe Tour de Suisse
- La Flèche Wallonne
- Coppa Bernocchi
- Tre Valli Varesine
- Giro dell’Umbria
- Gesamtwertung und drei Etappen Giro di Puglia
- GP Camaiore
- drei Etappen Tour de Romandie
- eine Etappe Tirreno-Adriatico
- Trofeo Pantalica
- Trofeo Matteotti
- Gran Premio Industria & Artigianato
- Gran Premio Industria e Commercio di Prato
- Giro dell’Etna

1981
- Punktewertung und drei Etappen Giro d’Italia
- eine Etappe Deutschland-Tour
- Giro di Romagna
- Coppa Bernocchi
- Trofeo Laigueglia
- Giro del Friuli
- GP Camaiore
- zwei Etappen Tour de Romandie
- zwei Etappen Tirreno-Adriatico
- eine Etappe Mittelmeer-Rundfahrt
- eine Etappe Giro dell’Etna
- eine Etappe Escalada a Montjuïc

1982
- eine Etappe Deutschland-Tour
- GP Camaiore
- eine Etappe Tour du Loir-et-Cher

1983
- eine Etappe Giro d’Italia
- Gesamtwertung und zwei Etappen Tour of Norway
- Gesamtwertung und eine Etappe Giro del Trentino
- Giro dell’Umbria
- Coppa Bernocchi
- Trofeo Pantalica
- Trofeo Matteotti
- Giro dell’Etna
- Mailand-Turin
- Coppa Placci
- Gran Premio Beghelli
- Gran Premio Industria & Artigianato
- Giro del Friuli
- eine Etappe Tirreno-Adriatico

1984
- Gesamtwertung und vier Etappen Giro d’Italia
- Mailand-Sanremo
- vier Etappen Vuelta a España
- Trofeo Baracchi
- Giro del Lazio
- Giro dell’Etna
- eine Etappe Settimana Internazionale
- Giro di Campania
- Memorial Gastone Nencini

1985
- drei Etappen Giro d’Italia
- Gesamtwertung und eine Etappe Giro del Trentino
- Giro dell’Etna
- Trofeo Baracchi
- Giro dell’Appennino
- eine Etappe Tirreno-Adriatico

1987
- zwei Etappen Giro d’Italia
- drei Etappen Tour de Suisse
- Giro dell’Etna
- Trofeo dello Scalatore
- eine Etappe Giro di Puglia

1988
- Gesamtwertung und zwei Etappen Settimana Internazionale Coppi e Bartali
- zwei Etappen Tirreno-Adriatico
- Milano-Vignola
- eine Etappe Giro di Puglia

## Grand-Tour-Platzierungen
| Grand Tour            | 1978 | 1979 | 1980 | 1981 | 1982 | 1983 | 1984 | 1985 | 1986 | 1987 | 1988 |
| --------------------- | ---- | ---- | ---- | ---- | ---- | ---- | ---- | ---- | ---- | ---- | ---- |
| Vuelta a EspañaVuelta | –    | –    | –    | –    | –    | –    | 10   | –    | –    | –    | –    |
| Giro d’ItaliaGiro     | 34   | 18   | 2    | 3    | 11   | 23   | 1    | 2    | 8    | 6    | 6    |
| Tour de FranceTour    | –    | –    | –    | –    | –    | –    | –    | –    | 41   | –    | –    |

## Monumente-des-Radsports-Platzierungen
| Monument                 | 1978 | 1979 | 1980 | 1981 | 1982 | 1983 | 1984 | 1985 | 1986 | 1987 | 1988 |
| ------------------------ | ---- | ---- | ---- | ---- | ---- | ---- | ---- | ---- | ---- | ---- | ---- |
| Mailand–Sanremo          | 26   | 1    | 2    | 33   | 12   | 11   | 1    | 32   | 8    | 8    | 10   |
| Flandern-Rundfahrt       | –    | 12   | –    | –    | –    | –    | –    | –    | –    | –    | –    |
| Paris–Roubaix            | –    | 2    | –    | –    | –    | 3    | –    | 12   | –    | –    | –    |
| Lüttich–Bastogne–Lüttich | –    | –    | 12   | –    | –    | –    | –    | –    | 21   | 15   | –    |
| Lombardei-Rundfahrt      | 27   | 15   | 6    | 15   | 25   | 5    | 12   | –    | 19   | 5    | –    |

## Bekannte ehemalige Fahrer
- Giuseppe Saronni (1980–1981)
- Roger De Vlaeminck (1979+1984)
- Francesco Moser (1983–1985)
- Johan van der Velde (1987–1988)
- Adriano Baffi (1986–1988)
- Jean-Marie Wampers (1982)
- Marino Basso (1978)
- Wladimiro Panizza (1980–1981)
- Harald Maier (1985+1988)
- Josef Fuchs (1980)
- Franco Chioccioli (1986)